# Satelita Dysona–Harropa
Satelita Dysona-Harropa – hipotetyczna megastruktura służąca do wytwarzania energii elektrycznej przy użyciu wiatru słonecznego. Nazwa nawiązuje do tzw. sfery Dysona, ale w odróżnieniu od niej, tego typu system byłby znacznie trudniejszy do wykrycia z dużej odległości.
Satelita Dysona-Harropa generuje prąd elektryczny przy pomocy prostej pętli, wykonanej z metalowego przewodnika, skierowanej w kierunku Słońca. Aby rozpocząć pracę, przewodnik zostaje naładowany ładunkiem elektrycznym, wytwarzając wokół siebie cylindryczne pole magnetyczne, które wychwytuje elektrony stanowiące połowę wiatru słonecznego. Złapane elektrony odprowadzane są do kulistego odbiornika gdzie generują prąd elektryczny, który z kolei użyty jest do wytworzenia pola magnetycznego czyniąc system całkowicie samowystarczalnym energetycznie. Nadmiar wytworzonego prądu, który nie jest potrzebny do generacji pola magnetycznego, skierowany zostaje do lasera podczerwonego skierowanego w kierunku stacji odbiorczej na powierzchni Ziemi. Atmosfera Ziemi nie pochłania promieniowania podczerwonego, tak więc transfer energii jest bardzo wydajny z minimalnymi stratami. Satelita byłby sterowany automatycznie w kierunku Słońca przy użyciu niewielkiego żagla słonecznego.
Nawet niewielki satelita tego typu, z 300-metrową pętlą skonstruowaną z miedzianego kabla o przekroju 1 cm2, 2-metrowym odbiornikiem i żaglem o średnicy 10 m, usytuowany w połowie drogi pomiędzy Słońcem a Ziemią, byłby w stanie generować 1,7 megawatów energii. Większe satelity mogłyby wytwarzać znacznie więcej energii.
Poważnym problemem technicznym związanym z obsługą satelitów Dysona-Harropa byłoby przesyłanie wygenerowanej energii na Ziemię. Aby zmaksymalizować ilość wiatru słonecznego docierającego do nich, musiałyby się one znajdować wysoko ponad płaszczyzną ekliptyki, dziesiątki milionów kilometrów od Ziemi. Przy odległościach tego rzędu, nawet bardzo skoncentrowany promień laserowy byłby znacznie rozproszony zanim dotarłby na Ziemię, pokrywając powierzchnię rzędu tysięcy kilometrów kwadratowych. Przy użyciu współczesnych technologii, soczewki skupiające promień lasera musiałyby mieć średnicę rzędu 10 do 100 km.
Drugą opcją jest zastosowanie szeregu stacji przekaźnikowych, co jednak wiązałoby się z większymi stratami energii w trakcie przesyłu.